# Wächterpaar von Nobbin

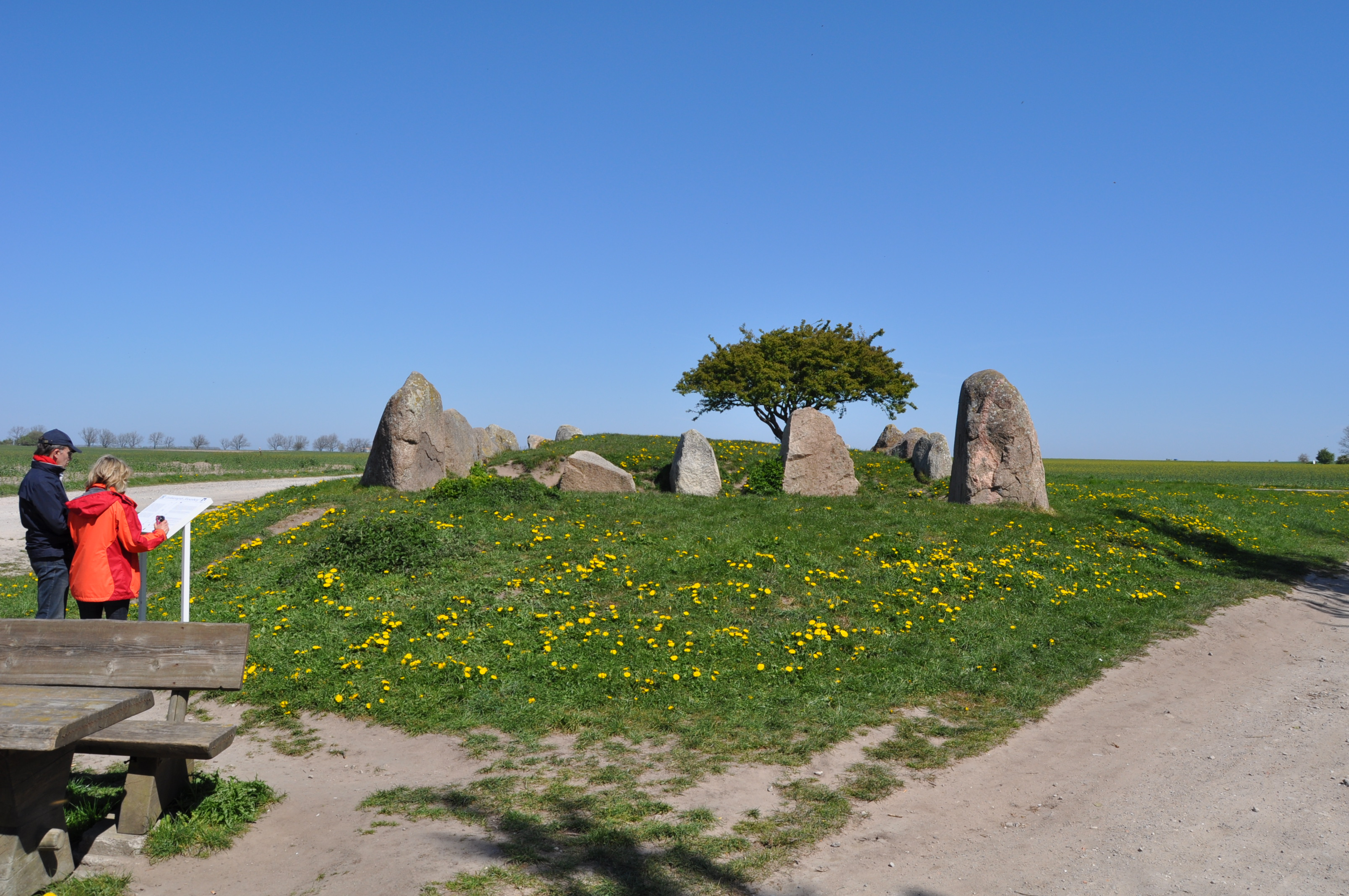
Das Wächterpaar von Nobbin

Wächterstein (O) Nobbin 1933

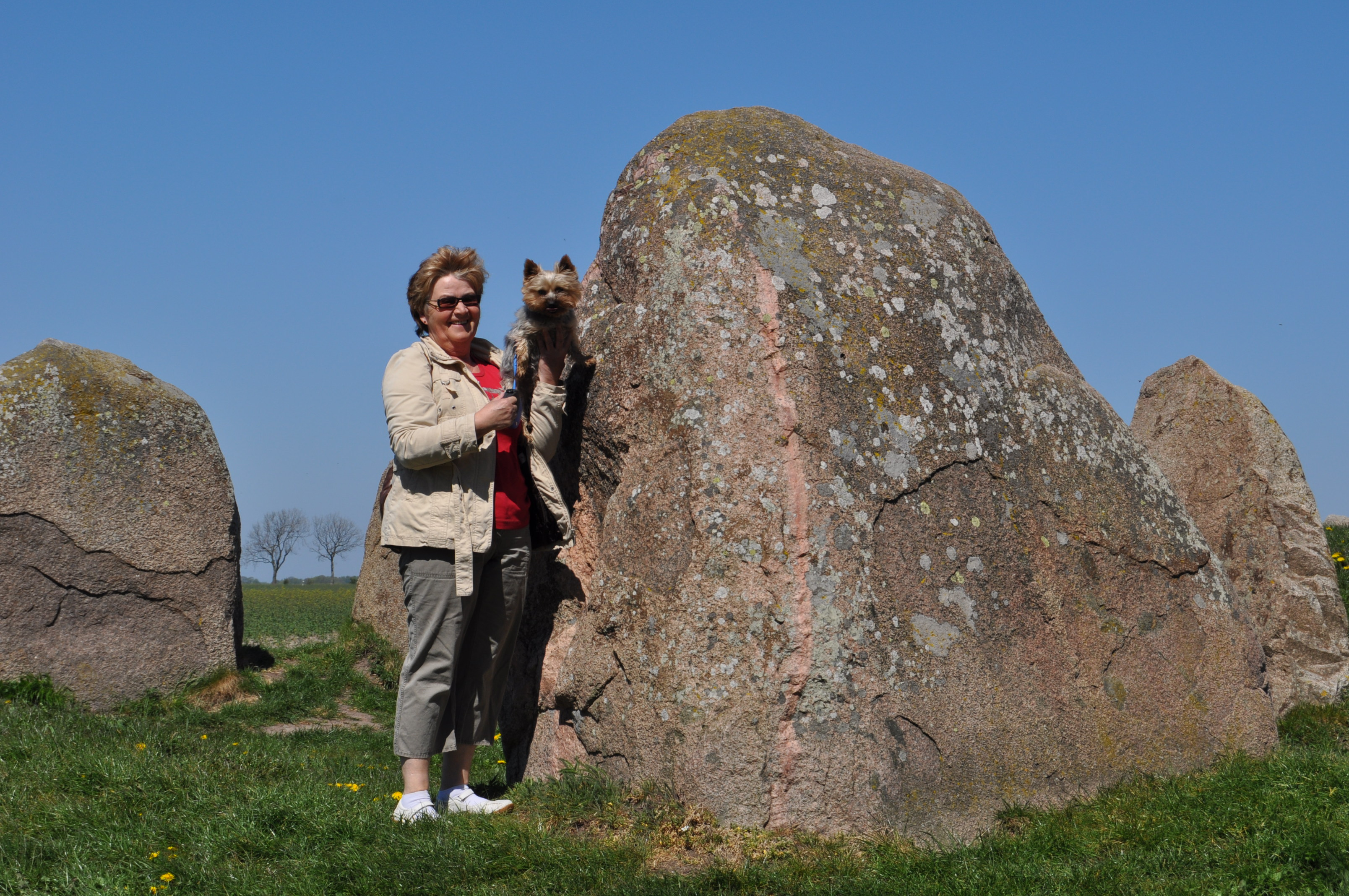
Wächterstein (O) von Nobbin (Person zum Größenvergleich)

Das Wächterpaar von Nobbin sind zwei Monolithen, die als Wächterpaar des Großsteingrabes von Nobbin aufgestellt sind. Sie stehen nahe dem Ortsteil Nobbin der Gemeinde Putgarten auf Rügen im Landkreis Vorpommern-Rügen.

## Geographie
Die aus Findlingen errichtete Megalithanlage gehört zu den größeren in Norddeutschland und liegt wenige Meter vom Kliff zur Tromper Wiek entfernt. Sie ist touristisch erschlossen durch einen Rad- und Wanderweg Juliusruh–Kap Arkona mit einer Rasthütte und Informationstafeln. Südwestlich an der Einfassung stehen etwas abgesetzt die beiden großen Wächtersteine.

## Geschichte
Die Anlage gehört der jungsteinzeitlichen Trichterbecherkultur (TBK) (etwa 4200 v. Chr. bis 2800 v. Chr.) an. Die Wächtersteine und die sonstigen Steine der Einfassung des Hünenbettes sind bis zu 1 m hoch. Von den ehemals 53 Einfassungssteinen sind noch 39 erhalten.
1932/33 wurde die Anlage vermessen, untersucht und zum Teil durch Grabungen belegt, die aber nicht die Wächtersteine betrafen. Diese Grabung erfolgte durch Wilhelm Petzsch und Wilde, 1970 wurde die Untersuchung mit Teilgrabungen von Ewald Schuldt wiederholt.

## Material und Abmessungen
Am breiten Ende des trapezförmigen Bettes von Nobbin stehen die Wächtersteine von 3,3 bzw. 3,4 m Höhe und einem Gewicht von je 25 t. Der östliche ist etwa 1,5 m tief und 1 m breit, der westliche ist etwas kleiner. Sie stecken etwa 1 m in der Erde und sind oberirdisch etwa 2,3 und 2,4 m hoch. Sie bestehen aus hellrötlichem Granit.

## Sonstiges
Siehe auch: Liste der Menhire in Mecklenburg-Vorpommern